# Johannes Sobotta
Robert Heinrich Johannes Sobotta (Berlim, 31 de janeiro de 1869 — Bonn, 20 de abril de 1945) foi um anatomista alemão, mais conhecido por sua obra Atlas de Anatomia Humana (1904-1907).
Estudou medicina em Berlim, onde posteriormente trabalhou como segundo assistente em um instituto de anatomia. A partir de 1895, atuou como promotor no instituto de anatomia comparada, embriologia e histologia na Universidade de Würzburgo. Em 1903, tornou-se professor associado e, em 1912, professor titular de anatomia topográfica. Em 1916, mudou-se para a Universidade de Königsberg como diretor do instituto anatômico, depois desempenhando funções similares na Universidade de Bonn (a partir de 1919).
É lembrado hoje pelo livro Sobotta: Atlas de Anatomia Humana, uma obra-prima da anatomia macroscópica aclamada por sua alta qualidade e detalhes. Impresso originalmente em 1904 com o título Atlas der descriptiven Anatomie des Menschen ("Atlas de Anatomia Descritiva Humana"), foi publicado em mais de 300 edições em 19 idiomas. Sobotta também foi autor de Atlas und Grundriss der Histologie und mikroskopischen Anatomie des Menschen (1902), mais tarde traduzido para o português e publicado como Atlas de Histologia, Citologia, Histologia e Anatomia Microscópica.
Em 1944 recebeu a Goethe-Medaille für Kunst und Wissenschaft.
Foi sepultado no Poppelsdorfer Friedhof.

## Publicações notáveis
- 1901: Atlas und Grundriß der Histologie und mikroskopischen Anatomie des Menschen.
- 1904–1907: Atlas der descriptiven Anatomie des Menschen em 3 volumes.
- 1904–1907: Grundriß der descriptiven Anatomie des Menschen.